# 24123 Timothychang
24123 Timothychang è un asteroide della fascia principale. Scoperto nel 1999, presenta un'orbita caratterizzata da un semiasse maggiore pari a 2,5570380 UA e da un'eccentricità di 0,1406767, inclinata di 2,00702° rispetto all'eclittica.